# Венглюв
Венглюв (пол. Węglów) — село в Польщі, у гміні Вонхоцьк Стараховицького повіту Свентокшиського воєводства.
Населення — 244 особи (2011).
У 1975-1998 роках село належало до Келецького воєводства.

## Демографія
Демографічна структура на день 31 березня 2011 року:
|          | Загалом | Допрацездатний вік | Працездатний вік | Постпрацездатний вік |
| -------- | ------- | ------------------ | ---------------- | -------------------- |
| Чоловіки | 128     | 25                 | 81               | 22                   |
| Жінки    | 116     | 23                 | 59               | 34                   |
| Разом    | 244     | 48                 | 140              | 56                   |